# Charlotte Church

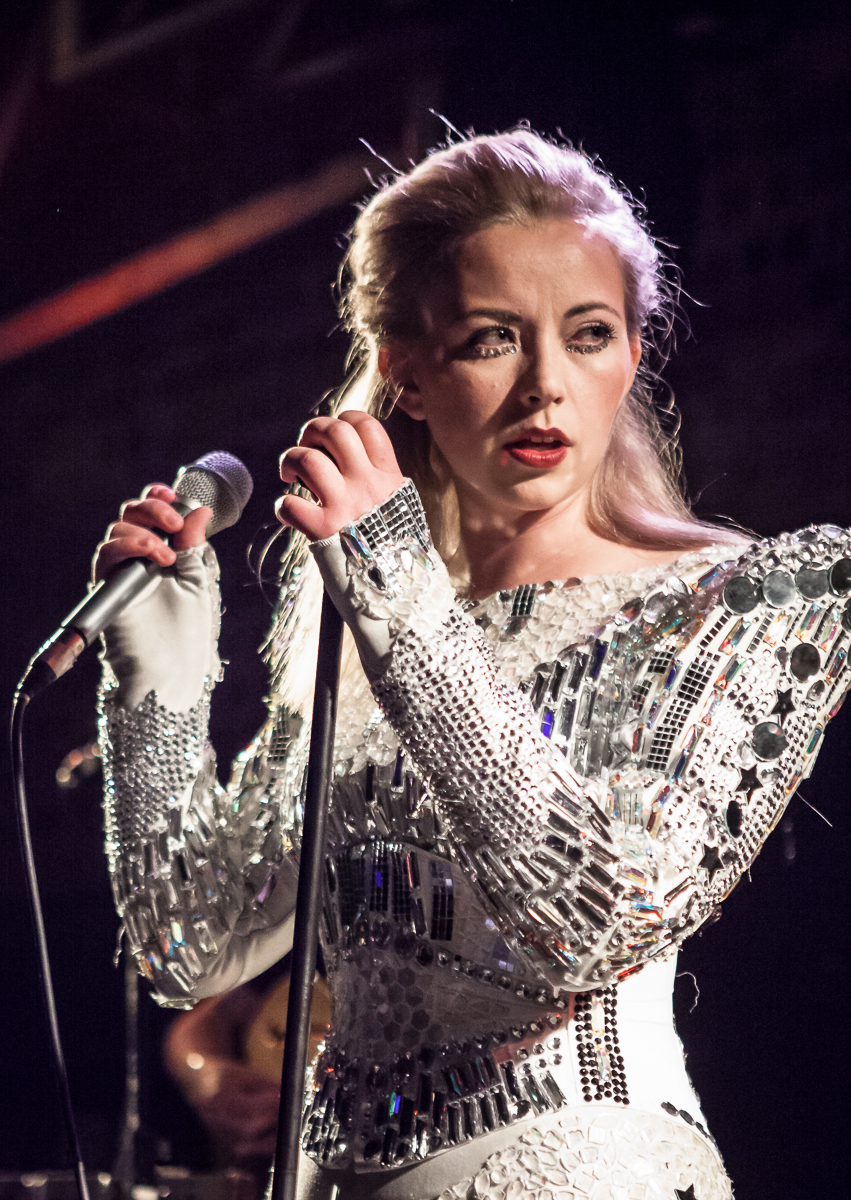
Charlotte Church in London (2013)

Charlotte Church (* 21. Februar 1986 in Llandaff, Cardiff als Charlotte Maria Reed) ist eine walisische Singer-Songwriterin, Schauspielerin und Moderatorin.

## Leben und Karriere
Ihren ersten Plattenvertrag schloss Church im Alter von zwölf Jahren ab, worauf sie mit dem Debütalbum Voice of an Angel 1998 zu großer Popularität kam. Mit Charlotte Church (1999) und Enchantment (2001) folgten weitere Alben. Sie sang auch das Abspann-Lied All Love Can Be zum Film A Beautiful Mind, der 2001 mit vier Oscars gekürt wurde. Im Juli 2005 schließlich erschien ihr Popalbum Tissues and Issues. 
Von 2006 bis 2008 hatte Church ihre eigene Show im britischen Fernsehen, die Charlotte Church Show.
Church war von 2005 bis 2010 mit ihrem walisischen Landsmann und Rugbyspieler Gavin Henson liiert. Am 20. September 2007 brachte sie eine Tochter und am 11. Januar 2009 einen Sohn zur Welt.
Am 12. Februar 2022 erreichte Church als Mushroom im Finale der dritten Staffel des britischen Ablegers von The Masked Singer den zweiten Platz. Im Finale der fünften Staffel sang sie mit dem Kandidaten Cricket ein Duett.

## Diskografie

### Studioalben
| Jahr | Titel              | Höchstplatzierung, Gesamtwochen, AuszeichnungChartplatzierungen (Jahr, Titel, Platzierungen, Wochen, Auszeichnungen, Anmerkungen) | Höchstplatzierung, Gesamtwochen, AuszeichnungChartplatzierungen (Jahr, Titel, Platzierungen, Wochen, Auszeichnungen, Anmerkungen) | Höchstplatzierung, Gesamtwochen, AuszeichnungChartplatzierungen (Jahr, Titel, Platzierungen, Wochen, Auszeichnungen, Anmerkungen) | Höchstplatzierung, Gesamtwochen, AuszeichnungChartplatzierungen (Jahr, Titel, Platzierungen, Wochen, Auszeichnungen, Anmerkungen) | Höchstplatzierung, Gesamtwochen, AuszeichnungChartplatzierungen (Jahr, Titel, Platzierungen, Wochen, Auszeichnungen, Anmerkungen) | Anmerkungen                            |
| Jahr | Titel              | DE | AT | CH | UK | US | Anmerkungen                            |
| ---- | ------------------ | --- | --- | --- | --- | --- | -------------------------------------- |
| 1998 | Voice of an Angel  | DE51 (7 Wo.)DE | — | CH42 (3 Wo.)CH | UK4 ×2Doppelplatin · (29 Wo.)UK                                                                                                   | US28 ×2Doppelplatin · (77 Wo.)US                                                                                                  | Erstveröffentlichung: 9. November 1998 |
| 1999 | Charlotte Church   | DE84 (1 Wo.)DE | — | CH65 (1 Wo.)CH | UK8 Platin · (11 Wo.)UK | US40 Platin · (28 Wo.)US | Erstveröffentlichung: 5. November 1999 |
| 2000 | Dream a Dream      | — | — | — | UK30 Gold · (6 Wo.)UK | US7 Platin · (12 Wo.)US |                                        |
| 2001 | Enchantment        | — | — | — | UK24 Gold · (10 Wo.)UK | US15 Gold · (20 Wo.)US | Erstveröffentlichung: 9. Oktober 2001  |
| 2005 | Tissues and Issues | — | — | — | UK5 Gold · (33 Wo.)UK | — | Erstveröffentlichung: 11. Juli 2005    |
| 2010 | Back to Scratch    | — | — | — | UK23 (3 Wo.)UK | — | Erstveröffentlichung: 25. Oktober 2010 |

### Kompilationen
| Jahr | Titel                                 | Höchstplatzierung, Gesamtwochen, AuszeichnungChartplatzierungen (Jahr, Titel, Platzierungen, Wochen, Auszeichnungen, Anmerkungen) | Höchstplatzierung, Gesamtwochen, AuszeichnungChartplatzierungen (Jahr, Titel, Platzierungen, Wochen, Auszeichnungen, Anmerkungen) | Höchstplatzierung, Gesamtwochen, AuszeichnungChartplatzierungen (Jahr, Titel, Platzierungen, Wochen, Auszeichnungen, Anmerkungen) | Höchstplatzierung, Gesamtwochen, AuszeichnungChartplatzierungen (Jahr, Titel, Platzierungen, Wochen, Auszeichnungen, Anmerkungen) | Höchstplatzierung, Gesamtwochen, AuszeichnungChartplatzierungen (Jahr, Titel, Platzierungen, Wochen, Auszeichnungen, Anmerkungen) | Anmerkungen                             |
| Jahr | Titel                                 | DE | AT | CH | UK | US | Anmerkungen                             |
| ---- | ------------------------------------- | --- | --- | --- | --- | --- | --------------------------------------- |
| 2002 | Prelude: The Best of Charlotte Church | — | — | — | UK85 (2 Wo.)UK | US76 (10 Wo.)US | Erstveröffentlichung: 25. November 2002 |

### Christmas in Vienna
| Jahr | Titel                         | Höchstplatzierung, Gesamtwochen, AuszeichnungChartplatzierungen (Jahr, Titel, Platzierungen, Wochen, Auszeichnungen, Anmerkungen) | Höchstplatzierung, Gesamtwochen, AuszeichnungChartplatzierungen (Jahr, Titel, Platzierungen, Wochen, Auszeichnungen, Anmerkungen) | Höchstplatzierung, Gesamtwochen, AuszeichnungChartplatzierungen (Jahr, Titel, Platzierungen, Wochen, Auszeichnungen, Anmerkungen) | Höchstplatzierung, Gesamtwochen, AuszeichnungChartplatzierungen (Jahr, Titel, Platzierungen, Wochen, Auszeichnungen, Anmerkungen) | Höchstplatzierung, Gesamtwochen, AuszeichnungChartplatzierungen (Jahr, Titel, Platzierungen, Wochen, Auszeichnungen, Anmerkungen) | Anmerkungen |
| Jahr | Titel                         | DE | AT | CH | UK | US | Anmerkungen |
| ---- | ----------------------------- | --- | --- | --- | --- | --- | --- |
| 2001 | Christmas In Vienna VII       | DE79 (2 Wo.)DE | AT48 (5 Wo.)AT | CH78 (1 Wo.)CH | — | — | mit Tony Bennett, Placido Domingo und Vanessa Lynn Williams                                                                   |
| 2002 | Christmas in Vienna – Best of | — | AT37 (4 Wo.)AT | — | — | — | mit Placido Domingo, José Carreras, Luciano Pavarotti, Patricia Kaas, Vanessa Lynn Williams, Helmut Lotti und Sarah Brightman |

### EPs
- 2012: One
- 2013: Two
- 2013: Three
- 2014: Four

### Singles
| Jahr | Titel Album                                             | Höchstplatzierung, Gesamtwochen, AuszeichnungChartsChartplatzierungen (Jahr, Titel, Album, Platzierungen, Wochen, Auszeichnungen, Anmerkungen) | Anmerkungen |
| Jahr | Titel Album                                             | UK | Anmerkungen |
| ---- | ------------------------------------------------------- | --- | ----------- |
| 2000 | Just Wave Hello Charlotte Church                        | UK31 (9 Wo.)UK |             |
| 2005 | Crazy Chick Tissues and Issues                          | UK2 Silber · (27 Wo.)UK |             |
| 2005 | Call My Name Tissues and Issues                         | UK10 (10 Wo.)UK |             |
| 2005 | Even God Can’t Change the Past Tissues and Issues       | UK17 (7 Wo.)UK |             |
| 2006 | Moodswings (to Come at Me like That) Tissues and Issues | UK14 (5 Wo.)UK |             |

### Gastbeiträge
| Jahr | Titel Album                        | Höchstplatzierung, Gesamtwochen, AuszeichnungChartsChartplatzierungen (Jahr, Titel, Album, Platzierungen, Wochen, Auszeichnungen, Anmerkungen) | Anmerkungen            |
| Jahr | Titel Album                        | UK | Anmerkungen            |
| ---- | ---------------------------------- | --- | ---------------------- |
| 2003 | The Opera Song (Brave New World) – | UK3 (11 Wo.)UK | Jurgen Vries feat. CMC |

Weitere Singles
- 2000: Dream a Dream
- 2002: Carrickfergus
- 2010: Back to Scratch
- 2010: Logical World
- 2011: Snow
- 2012: How Not to Be Surprised When You're a Ghost
- 2012: Glitterbombed
- 2013: Lasts, or Eschaton
- 2013: I Can Dream
- 2013: Water Tower
- 2014: Little Movements

### Videoalben
- 1999: Voice of an Angel: In Concert! (UK: Gold, US: Gold)
- 2000: Dream a Dream: Charlotte Church in the Holy Land
- 2001: Charlotte Church in Jerusalem
- 2002: Enchantment from Cardiff, Wales

## Auszeichnungen für Musikverkäufe
| Goldene Schallplatte - Australien - 1999: für das Album Charlotte Church - Irland - 2005: für das Album Tissues & Issues - Japan - 1999: für das Album Voice of an Angel - Kanada - 2000: für das Album Dream a Dream - Niederlande - 2000: für das Album Dream a Dream | Platin-Schallplatte - Australien - 2001: für das Album Voice of an Angel - Kanada - 1999: für das Album Voice of an Angel - 2000: für das Album Charlotte Church - Neuseeland - 1999: für das Album Voice of an Angel - 2000: für das Album Charlotte Church - 2001: für das Album Enchantment - Niederlande - 1999: für das Album Voice of an Angel 2× Platin-Schallplatte - Niederlande - 2000: für das Album Charlotte Church |

Anmerkung: Auszeichnungen in Ländern aus den Charttabellen bzw. Chartboxen sind in ebendiesen zu finden.
| Land/RegionAuszeichnungen für Musikverkäufe (Land/Region, Auszeichnungen, Verkäufe, Quellen) | Silber  | Gold       | Platin       | Verkäufe  | Quellen         |
| -------------------------------------------------------------------------------------------- | ------- | ---------- | ------------ | --------- | --------------- |
| Australien (ARIA)                                                                            | —       | Gold1      | Platin1      | 105.000   | aria.com.au     |
| Irland (IRMA)                                                                                | —       | Gold1      | —            | 7.500     | irishcharts.ie  |
| Japan (RIAJ)                                                                                 | —       | Gold1      | —            | 100.000   | riaj.or.jp      |
| Kanada (MC)                                                                                  | —       | Gold1      | 2× Platin2   | 250.000   | musiccanada.com |
| Neuseeland (RMNZ)                                                                            | —       | —          | 3× Platin3   | 45.000    | Einzelnachweise |
| Niederlande (NVPI)                                                                           | —       | Gold1      | 3× Platin3   | 105.000   | nvpi.nl         |
| Vereinigte Staaten (RIAA)                                                                    | —       | 2× Gold2   | 4× Platin4   | 4.550.000 | riaa.com        |
| Vereinigtes Königreich (BPI)                                                                 | Silber1 | 4× Gold4   | 3× Platin3   | 1.425.000 | bpi.co.uk       |
| Insgesamt                                                                                    | Silber1 | 11× Gold11 | 16× Platin16 |           |                 |

## Filmografie (Auswahl)
- 1999: Ein Hauch von Himmel (Touched by an Angel, Fernsehserie, eine Episode)
- 1999: Heartbeat (Fernsehserie, eine Episode)
- 2003: I’ll Be There

## Belege
1. ↑  As Charlotte Church splits from fading Gavin Henson, what went wrong? - Daily Mail vom 31. Mai 2010
2. ↑  Ryan Paton: ITV The Masked Singer viewers in tears as Mushroom's identity unveiled. In: Liverpool Echo. 12. Februar 2022, abgerufen am 12. Februar 2022 (englisch).
3. ↑  Hannah Roberts: Cricket’s identity unveiled during The Masked Singer final. In: London Evening Standard. 17. Februar 2024, abgerufen am 17. Februar 2024 (englisch).
4. 1 2 3 4 5  Chartquellen: DE AT CH UK UK2 US
5. 1 2 3  Dean Scapolo: The Complete New Zealand Music Charts: 1966 – 2006. Maurienne House, 2007, ISBN 978-1-877443-00-8 (englisch).